# Ordem de São Bento
A Ordem de São Bento ou Ordem Beneditina (em Latim: Ordo Sancti Benedicti, sigla O.S.B.) é a mais antiga ordem religiosa católica de clausura monástica que se baseia na observância dos preceitos destinados a regular a convivência social. É considerada como a iniciadora do chamado movimento monacal.

## História
A Regula Benedicti foi composta em 529 para a abadia de Monte de Cassino, na Itália, por São Bento de Núrsia (480-547), irmão gémeo de Santa Escolástica. Ela preceituava a pobreza, a castidade, a obediência, a oração e o trabalho, bem como a obrigação de hospedar peregrinos e viajantes em seus mosteiros, dar assistência aos pobres e promover o ensino. Por este último motivo, ao lado dos seus mosteiros, havia sempre uma escola, razão pela qual ainda, a ordem tornou-se em um dos centros culturais da Idade Média, com as suas bibliotecas reunindo o que restara das obras e ensinamentos da Antiguidade.
Embora a fundação da ordem seja anterior a ele, considera-se que terá verdadeiramente tomado impulso a partir da reunião de vários mosteiros que professavam a regra por ele escrita, isso muito após a sua morte. Mais tarde, os monges dessa ordem passaram a ser conhecidos como "beneditinos". Hoje em dia, a ordem está espalhada por todo o mundo, com mosteiros masculinos e femininos (de monges e monjas de clausura).
Seguindo o seu exemplo e inspiração, diversos fundadores de ordens religiosas têm baseado as normas e regras de seus mosteiros na regra deixada por Bento, cujo princípio fundamental é Ora et Labora, o que quer dizer "Reza e Trabalha".

### Lista de Papas que pertenceram à Ordem
| Papa                     | Inicio                 | Término                | Período de Pontificado |
| ------------------------ | ---------------------- | ---------------------- | ---------------------- |
| São Gregório I, o Grande | 3 de Setembro de 590   | 12 de Março de 604     | 13 anos, 191 dias      |
| São Bonifácio IV         | 25 de Agosto de 608    | 5 de Maio de 615       | 6 anos, 256 dias       |
| Papa Adeodato II         | 11 de Abril de 672     | 17 de Junho de 676     | 4 anos, 67 dias        |
| Papa João IX             | Janeiro de 898         | Janeiro de 900         | 2 anos, 0 dias         |
| Papa Leão VII            | 3 de Janeiro de 936    | 13 de Julho de 939     | 3 anos, 191 dias       |
| Papa Silvestre II        | 2 de Abril de 999      | 12 de Maio de 1003     | 4 anos, 40 dias        |
| Papa Estêvão X           | 2 de Agosto de 1057    | 29 de Março de 1058    | 239 dias               |
| São Gregório VII         | 22 de Abril de 1073    | 25 de Maio de 1086     | 12 anos, 33 dias       |
| Beato Vitor III          | 24 de Abril de 1086    | 16 de Setembro de 1087 | 1 ano, 115 dias        |
| Papa Gelásio II          | 10 de Março de 1118    | 29 de Janeiro de 1119  | 1 ano, 4 dias          |
| Papa Nicolau III         | 25 de Novembro de 1277 | 22 de Agosto de 1280   | 2 anos, 271 dias       |
| São Celestino V          | 5 de Julho de 1294     | 10 de Dezembro de 1294 | 161 dias               |
| Papa Clemente VI         | 7 de Maio de 1342      | 6 de Dezembro de 1352  | 10 anos, 213 dias      |
| Beato Urbano V           | 28 de Dezembro de 1362 | 19 de Setembro de 1370 | 8 anos, 82 dias        |
| Papa Pio VII             | 14 de Março de 1800    | 20 de Agosto de 1823   | 23 anos, 159 dias      |

## Em Portugal
Mosteiro de São Bento de Singeverga
- Nome - Beneditinos – O.S.B.
- Nome oficial - Ordem de São Bento (Ordem Beneditina)
- Nome em Portugal - Ordem de São Bento (Ordem Beneditina)/Província Portuguesa da Ordem Beneditina
- Entrada em Portugal - Século X
- Carisma e missão - Vida monástico-cenobítica
- Superior Maior - Dom Bernardino Ferreira da Costa (Dom Abade).
- Eleição - 10/julho/2013.
- Duração do Mandato - 8 anos
- Endereço - Mosteiro de São Bento de Singeverga, Roriz (Santo Tirso)
- Página Web - http://www.mosteirodesingeverga.com

Mosteiros femininos
Neste mosteiro residem as comunidades femininas (de monjas) da Ordem Beneditina em Portugal:
- Mosteiro de Santa Escolástica - Roriz (Santo Tirso)[1]

Comunidades Diocesanas
- Cela de Nossa Senhora da Graça - Lisboa
- Mosteiro de São Bento da Vitória - Porto
- Priorado de Nossa Senhora da Assunção - Lamego

Mosteiros antigos da Congregação Beneditina
Mosteiros Beneditinos que foram fundados antes de 1567:
- São João de Arnóia - Celorico de Basto
- São Miguel de Bustelo - Penafiel
- São João de Cabanas - Viana do Castelo
- Santa Maria de Carvoeiro - Viana do Castelo
- São Martinho de Cucujães - Oliveira de Azeméis
- São Salvador de Ganfei - Valença
- Santa Maria de Miranda - Arcos de Valdevez
- São Romão de Neiva - Viana do Castelo
- São Salvador de Paço de Sousa - Penafiel
- São Salvador de Palme - Barcelos
- São João Baptista de Pendorada (Alpendurada) - Marco de Canaveses
- Santa Maria de Pombeiro - Felgueiras
- São Martinho de Tibães - Braga
- São Miguel de Refojos de Basto - Cabeceiras de Basto
- Santo André de Rendufe - Amares
- Santo Tirso de Riba de Ave - Santo Tirso
- São Salvador de Travanca - Amarante
- São Bento de Coimbra - Coimbra
- Santa Maria das Júnias - Pitões das Júnias

Mosteiros Beneditinos que a congregação tomou posse, mas que não conseguiu restaurá-los
- São João de Arga - Caminha
- São Cláudio - Viana do Castelo

Fundados depois de 1570
- São Bento da Vitória - Porto
- São Bento dos Apóstolos - Santarém
- São Bento da Saúde - Lisboa
- Nossa Senhora da Estrela - Lisboa

## No Brasil

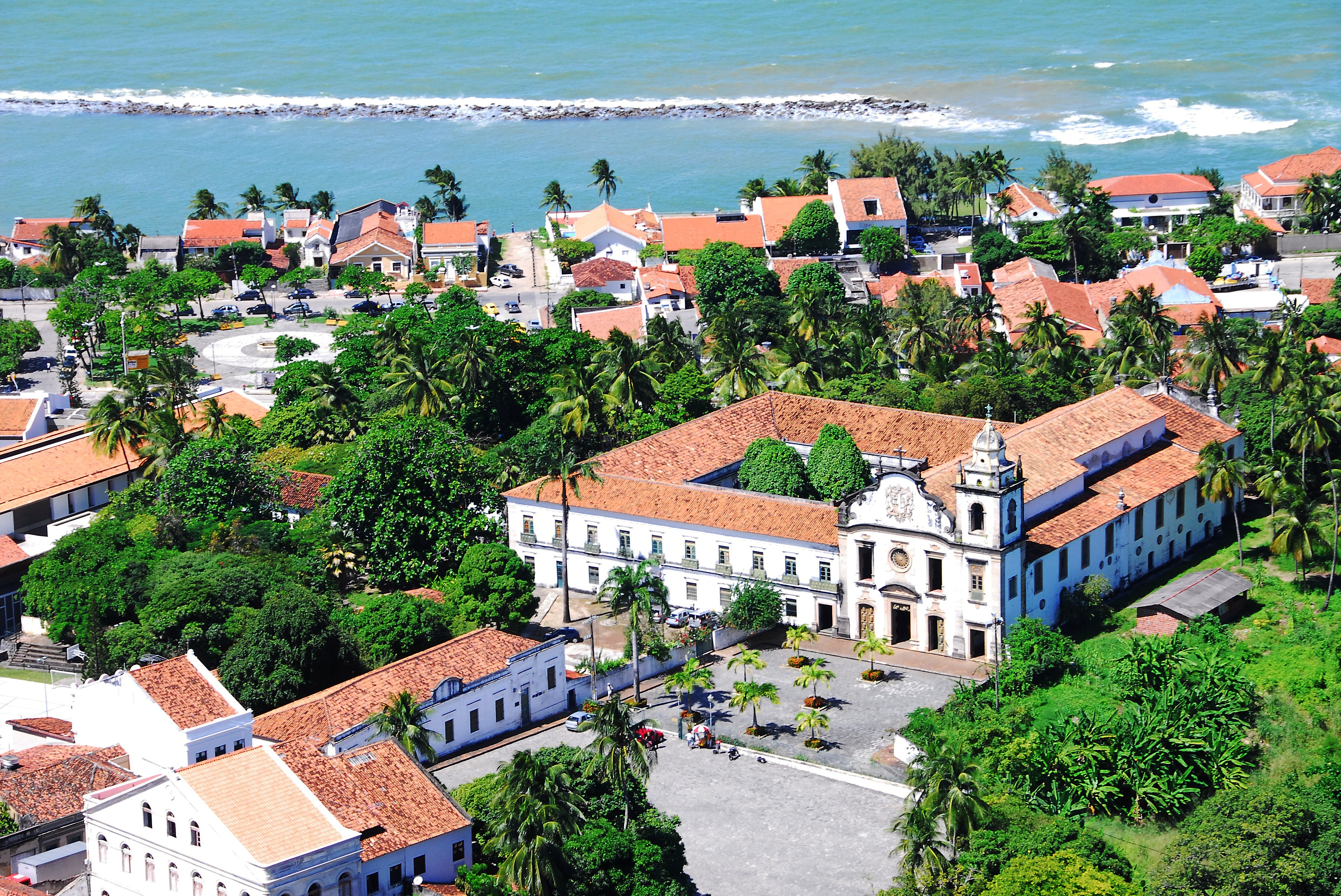
Basílica e Mosteiro de São Bento de Olinda, conjunto situado onde foi erguido o primeiro convento beneditino do Brasil, entre 1597 e 1599.

A partir de 1599, fundaram-se vários mosteiros no Brasil, os quais, em 1827, formaram a Congregação Beneditina do Brasil. São eles:
- Basílica e Mosteiro de São Bento (Olinda)[2]
- Mosteiro de São Bento (Rio de Janeiro)[3]
- Mosteiro de São Bento (Salvador)[4]
- Mosteiro de São Bento (São Paulo)[5]
- Mosteiro de São Bento (João Pessoa)[6]
- Museu da Abadia São Geraldo
- e outros

## Reformas da ordem Beneditina
Durante o transcurso da sua história, a ordem Beneditina sofreu numerosas reformas, devido à eventual decadência da disciplina no interior dos mosteiros. A primeira reforma importante foi levada a cabo por São Juan De Perez Lloma no século X; essa reforma, chamada cluniacense (nome proveniente de Cluny, lugar da França onde se fundou o primeiro mosteiro desta reforma), chegou a tomar um grande impulso a tal ponto que, durante grande parte da idade Média, praticamente todos os mosteiros beneditinos estavam sob o domínio de Cluny.
Os cluniacenses adquiriram grande poder econômico e político e os abades mais importantes chegaram a fazer parte das cortes imperiais e papais. Vários pontífices romanos foram beneditinos provenientes dos mosteiros cluniacenses (Alexandre II, 1061-73; S. Gregório VII, 1073-85; beato Vitor III, 1086-87; beato Urbano II, 1088-99; Pascoal II, 1099-1118; Gelásio II, 1118-19; et cétera).
Tanto poder adquirido levou à decadência da reforma cluniacense, que encontrou uma importante contraparte na reforma cisterciense, palavra proveniente de Cister, na França, onde se fundou o primeiro mosteiro dessa reforma. São Roberto de Molesme, Santo Estevão Harding e São Roberto de Chaise-Dieu foram os fundadores da Abadia de Cister em 1098. Buscavam afastar-se do estilo cluniacense, que caíra na indisciplina e no relaxamento da vida monástica. O principal objetivo dos fundadores de Cister foi impor a prática estrita da regra de São Bento e o regresso à vida contemplativa.
O principal impulsionador dessa reforma foi São Bernardo de Claraval (1090-1153), que foi discípulo dos fundadores de Cister, tendo ingressado ali por volta de 1108. Foi-lhe encarregada a fundação da Abadia de Claraval, da qual foi abade durante uns 38 anos, até sua morte. Bernardo de Claraval converteu-se no principal conselheiro dos papas e vários dos seus monges chegaram igualmente a ocupar a sede pontifícia. Bernardo predicou, também, a Segunda Cruzada. Ao falecer, levava fundados 68 mosteiros da sua ordem.
A reforma cisterciense subsiste até hoje como ordem beneditina independente, dividida igualmente em dois ramos: a Ordem Cisterciense da Comum Observância (O. Cist.) e a Ordem Cisterciense da Estrita Observância (O.C.S.O.), também conhecidos como trapistas. Estes monges são chamados também "beneditinos brancos", devido à cor do seu hábito religioso, em contraste com os demais monges da Ordem de São Bento, chamados de "beneditinos negros".
Durante a idade Média, surgiram outras reformas importantes da ordem Beneditina. A de São Romualdo (†1027), que deu começo à Reforma Camaldulense. Essa reforma subsiste até hoje em dois ramos: a primeira faz parte da confederação Beneditina (beneditinos negros); a segunda é independente, mas rege-se igualmente pela regra de São Bento. Outra reforma importante foi a empreendida por São João Gualberto (†1073), que fundou os beneditinos de Valle Umbrosa (valombrosianos), pelo lugar na Itália em que se construiu o primeiro mosteiro desta reforma; é igualmente, hoje em dia, uma congregação da Confederação Beneditina. A reforma de São Silvestre Gozzolini (1177-1267), fundou os beneditinos de Montefano (silvestrinos), que subsiste também hoje como congregação associada à confederação Beneditina. A reforma do beato Bernardo Tolomei (1272-1348) deu origem aos beneditinos de Monte Oliveto (olivetanos), hoje também parte integrante da Confederação Beneditina.
Após agitados períodos da história, como a Reforma na Alemanha e nos Países Baixos; a expulsão ou execução de religiosos católicos pelo Rei Henrique VIII na Inglaterra; o período revolucionário na França e a decadência da disciplina nos mosteiros, ocorreu uma redução drástica da população de monges. Depois da Revolução Francesa, foi Dom Prosper Guéranger quem fez renascer a ordem beneditina em Solesmes a partir de 1833, na França.

## Hábito
Na idade Média, os monges beneditinos usavam camisa de lã e escapulário. O hábito religioso ou vestidura superior é preto, pelo qual foram chamados de "monges negros", em oposição aos cistercienses, que usam túnica e escapulário branco e que são, por isso, denominados "monges brancos".